# Sandarne
För andra betydelser, se Sandarne (olika betydelser).

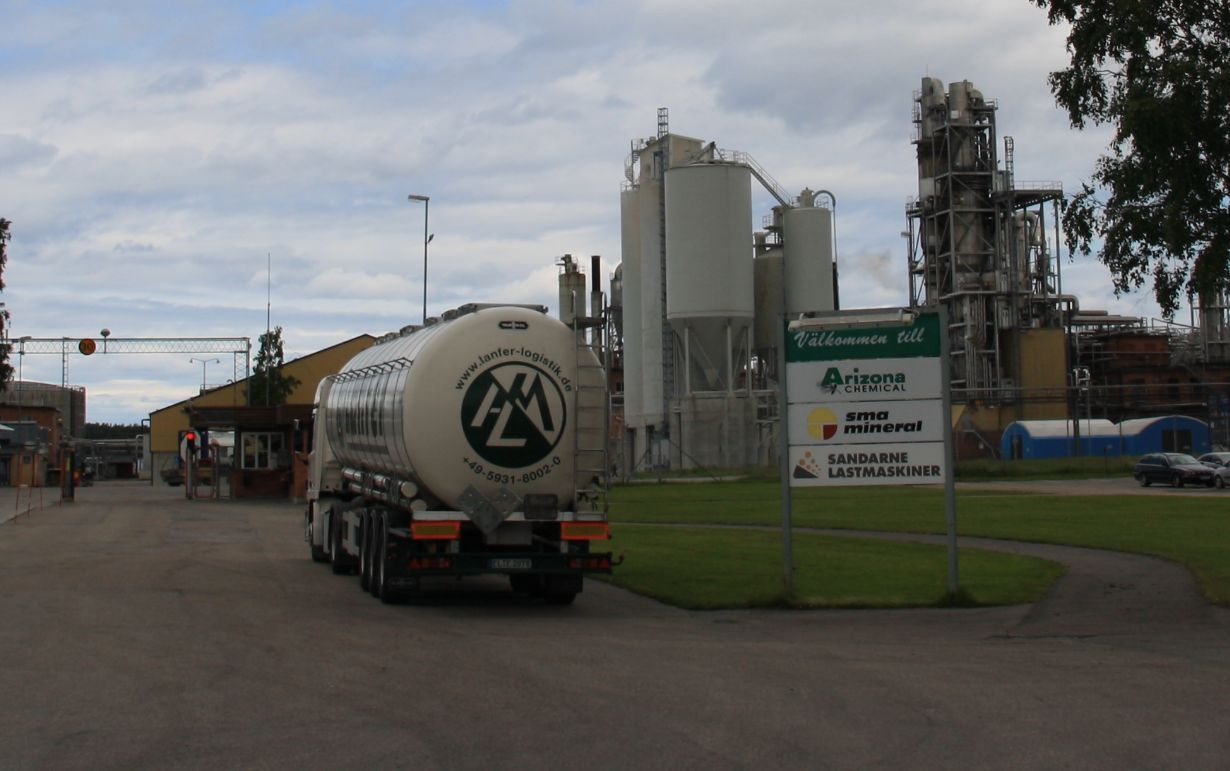
Arizona Chemical i Sandarne

Sandarne är en tätort i Söderhamns kommun, belägen cirka en mil söder om Söderhamns centrum. Sandarne ingick i Söderhamns stads område från grundandet 1620.

## Historia
Sandarne lastageplats
1852 anlade bruksägarna och grosshandlarna James Dickson & Co i Göteborg, Sandarne lastageplats. Här bekostade de allt för det samhälle som skulle växa fram, kyrkan, skolhus för 200 barn, byggde hus för de över 200 anställda arbetarna, sålde livsmedel till dom för inköpspris för att sedan låta dessa själva ta hand om det hela med egna jordbruk. De anlade en järnväg till sågbruket. Arbetarna fick utnyttja den gratis när de skulle till gudstjänsten på söndagarna. De bekostade lönen till prästen och skolläraren. De ansökte till och med för kungen att Sandarne skulle bli fritt från pastoratet det tillhörde för att bilda ett eget Gäll, vilket avslogs.

### Skotten i Sandarne
Den 9 juli 1932 demonstrerade arbetarna vid massafabriken i Sandarne mot att arbetsgivarna lejt strejkbrytare under den pågående strejken (arbetarna hade fått sina löner sänkta med 50%). Polisen sköt tre arbetare i ryggen och åtta arbetare ställdes inför rätta. Ingen polis åtalades för något brott.
I Sandarne sattes sommaren 2007 upp en teater om skotten och Fria Proteatern har gjort en låt om denna händelse.
ABF Hälsingekusten har spelat in föreställningen som spelades framför Stenö Wärdshus som på den tiden (1932) var disponentbostad. Anders Nilsson skrev och regisserade stycket och Sandarne Kultur och Historiska förening (KULT) samarbetade med den lokala Arbetarteatern i Söderhamn och med PRO:s lokala musiker samt ungdomar från kommunens musikskola.

### Befolkningsutveckling
| Befolkningsutvecklingen i Sandarne 1950–2020                                | Befolkningsutvecklingen i Sandarne 1950–2020 | Befolkningsutvecklingen i Sandarne 1950–2020 | Befolkningsutvecklingen i Sandarne 1950–2020 | Befolkningsutvecklingen i Sandarne 1950–2020 |
| --------------------------------------------------------------------------- | -------------------------------------------- | -------------------------------------------- | -------------------------------------------- | -------------------------------------------- |
|                                                                             |                                              |                                              |                                              |                                              |
| År                                                                          |                                              |                                              | Folkmängd                                    | Areal (ha)                                   |
| 1950                                                                        | 1950                                         |                                              | 2 997                                        |                                              |
| 1960                                                                        | 1960                                         |                                              | 3 231                                        |                                              |
| 1965                                                                        | 1965                                         |                                              | 3 035                                        |                                              |
| 1970                                                                        | 1970                                         |                                              | 2 864                                        |                                              |
| 1975                                                                        | 1975                                         |                                              | 2 743                                        |                                              |
| 1980                                                                        | 1980                                         |                                              | 2 450                                        |                                              |
| 1990                                                                        | 1990                                         |                                              | 2 278                                        | 475                                          |
| 1995                                                                        | 1995                                         |                                              | 2 186                                        | 476                                          |
| 2000                                                                        | 2000                                         |                                              | 2 083                                        | 478                                          |
| 2005                                                                        | 2005                                         |                                              | 2 051                                        | 478                                          |
| 2010                                                                        | 2010                                         |                                              | 2 067                                        | 476                                          |
| 2015                                                                        | 2015                                         |                                              | 1 681                                        | 301                                          |
| 2020                                                                        | 2020                                         |                                              | 1 901                                        | 400                                          |
| Anm.: 2015 bröts området Åsbacka ut som en separat tätort och 2020 återgick |                                              |                                              |                                              |                                              |

## Samhället
Bebyggelsen är mestadels villor, men det finns också flerbostadshus på flera ställen i samhället.
I samhället finns en matvarubutik och en kyrka, Sandarne kyrka som invigdes 13 januari år 1867. Ritningarna till kyrkan gjordes av major Adolf Wilhelm Edelsvärd. Han var en av de första introducenterna av nygotiken i vård land. Kyrkan byggdes av trä som var ett på orten lämpligt material. Kyrkan är belägen precis intill ett stort industriområde.
Vid stranden Stenö finns en campingplats.

## Näringsliv
Kraton Chemical, tidigare Arizona Chemical och ännu tidigare Bergvik och Ala Kemi, är samhällets stora arbetsgivare och sysselsätter cirka 160 anställda i en fabrik för destillation av tallolja.